# An Vĩnh
An Vĩnh is een van de twee xã's op het eiland Lớn; de andere is An Hải.
An Vĩnh is de hoofdplaats van het district Lý Sơn, een van de districten in de Vietnamese provincie Quảng Ngãi. An Vĩnh ligt ten zuiden van de grootste vulkanische krater op het eiland, aan de voet van de Thới Lới.